# Calotes liocephalus
Espèce
Statut de conservation UICN

 EN B1+2bc : En danger
Calotes liocephalus est une espèce de sauriens de la famille des Agamidae.

## Répartition
Cette espèce est endémique du Sri Lanka.

## Publication originale
- Günther, 1872 : Descriptions of some Ceylonese Reptiles and Batrachians. Annals and Magazine of Natural History, sér. 4, vol. 9, p. 85-88 (texte intégral).